# Усть-Курышка
Усть-Курышка — посёлок в Ашинском районе Челябинской области России. Входит в состав Укского сельского поселения. Расположен на границе с Башкортостаном, в 4,6 километрах южнее федеральной автодороги М-5 «Урал». 
Через посёлок протекает река Курышка.

## Население
| 2002 | 2010 |
| ---- | ---- |
| 244  | ↘150 |

По данным Всероссийской переписи, в 2010 году численность населения посёлка составляла 150 человек (77 мужчин и 73 женщины).

## Улицы
Уличная сеть посёлка состоит из 8 улиц.